# نهضة بابوية

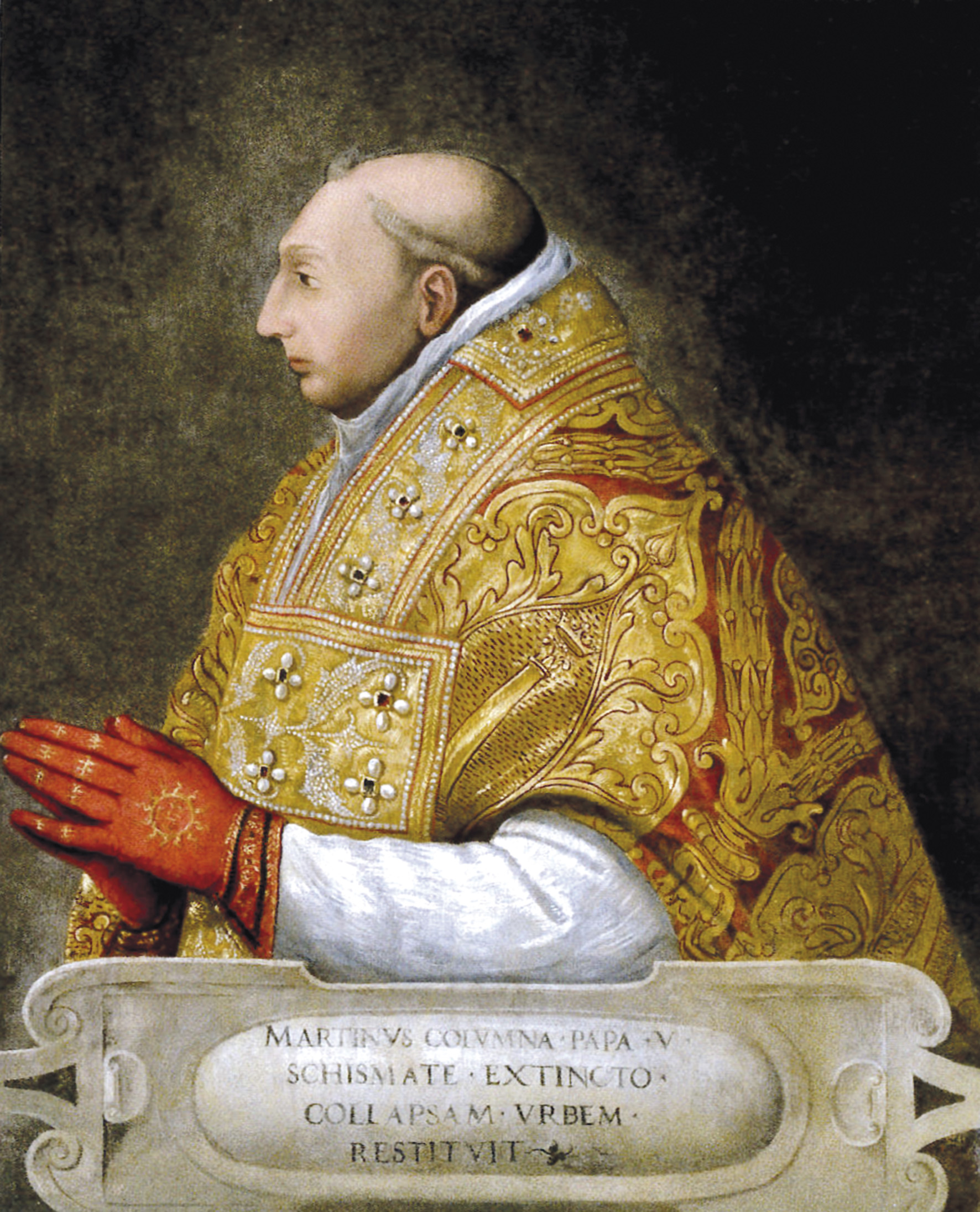
البابا مارتن الخامس (1417 -1431)، انتهت بانتخابه مرحلة الانشقاق الغربي.

يؤرخ عصر النهضة البابوية من تاريخ البابوية بين الإنشقاق الغربي والإصلاح البروتستانتي. من انتخاب البابا مارتن الخامس في مجمع كونستانس عام 1417 إلى عصر الإصلاح البروتستانتي، حيث كانت المسيحية الغربية خالية إلى حد كبير من الانقسام. وعرفت البابوية في هذا العصر في إستقرار، وقام الباباوات والكرادلة الأثرياء على نحو متزايد برعاية فنون عصر النهضة والهندسة المعمارية، وقاموا بإعادة بناء معالم روما من الألف إلى الياء.
أنتخب الباباوات في هذه الفترة من خلال توافق مجمع الكرادلة الذي انتخبهم. كانت السيطرة على مجمع الكرادلة من قِبل أقارب البابا، والكرادلة المتوجين (ممثلي الملكيات الكاثوليكية في أوروبا)، وأعضاء الأسر الإيطالية والبابوية القوية. أدّت الثروات المتدفقة على العالم المسيحي خلال عصر النهضة إلى سيطرة بعض العائلات مثل آل بورجيا، وآل ديلا روفيري، وآل فارنيزي وآل ميديشي على الكرسي الرسولي. وتطورت تحت قيادة الكنيسة في هذا العصر مختلف أنواع العلوم خصوصًا، الفلك، والرياضيات، والتأثيل، والفلسفة، والبلاغة، والطب، والتشريح، والفيزياء خصوصًا الأرسطوية (أي المنسوبة إلى أرسطو)، والفيزياء المكيانيكية خصوصًا أدوات الحرب، والكيمياء، والجغرافيا، والفلسفة، وعلوم النبات والحيوان، إلى جانب فن العمارة الذي بلغ شأوًا في عصر النهضة وتبدو كاتدرائيات تلك الحقبة وعلى رأسها كاتدرائية القديس بطرس وسائر مباني الفاتيكان خير مثال على ذلك، وقد بدء ببناء الفاتيكان سنة 1513، أيضًا نشط فن الرسم والنحت واحتكر الفاتيكان أغلب الفنانين: ليوناردو دافنشي، ميكيلانجيلو، رافائيل وغيرهم.
تطورت الدولة البابوية لتشبه الدولة القومية الحديثة خلال هذه الفترة، واتخذت البابوية دورًا نشطًا على نحو متزايد في الحروب والدبلوماسية الأوروبية. وتم اللجوء إلى الباباوات في كثير من الأحيان إلى التحكيم في النزاعات بين القوى الإتعمارية المتنافسة ومن أجل حل النزاعات اللاهوتية المعقدة.

## تاريخ

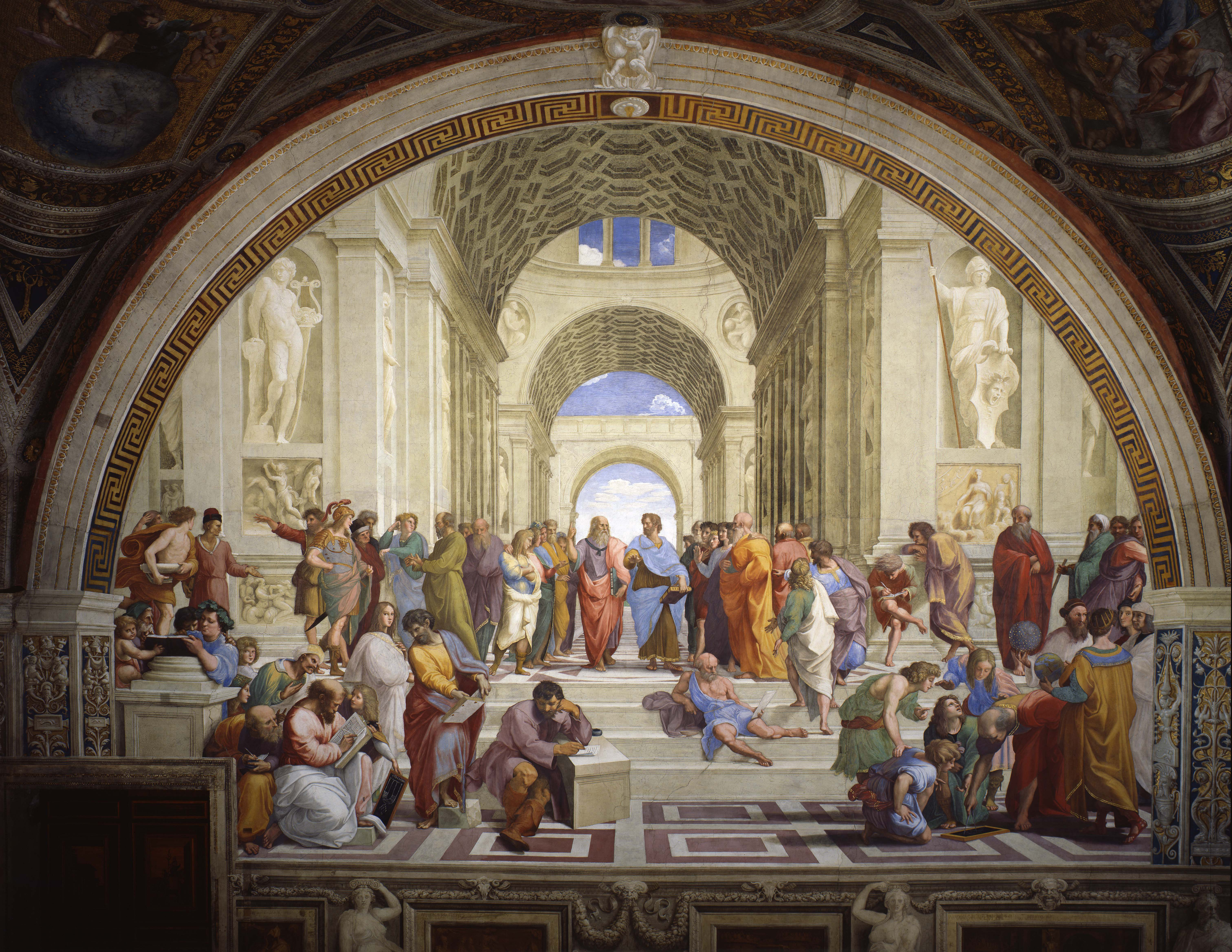
لوحة مدرسة أثينا، من الأعمال الفنية التي طبعت عصر النهضة البابوية.

انتهت مرحلة الخلافات السياسية والانشقاقات وسادت مرحلة جديدة من ريادة التطور والأدب والثقافة والاختراعات العلمية التي قادت الفاتيكان دفتها خلال عصر النهضة؛ فأسست الفاتيكان جامعات باريس وفلورنسا وميلانو وعددًا آخر كبير من الجامعات الأقل شهرة. وافتتحت مكتبة الفاتيكان التي ضمت أعدادًا هائلة من المخطوطات والكتب النفيسة خصوصًا إثر سقوط القسطنطينية بيد السلطان محمد الفاتح العثماني، وتهريب نفائس المدينة وكنوزها نحو أوروبا.
بدأت عام 1513، خلال حبرية البابا يوليوس الثاني، عملية بناء الفاتيكان بالشكل المتعارف عليه اليوم، من خلال بناء كاتدرائية القديس بطرس والكنيسة السيستينية وغيرها من المباني، وقد استكمل خليفة البابا يوليوس الثاني، البابا ليون العاشر، عملية الإعمار هذه. سوى ذلك فإن أعظم فناني عصر النهضة كليوناردو دا فينشي وميكيلانجيلو ورافائيل وميكافيللي وساندرو بوتيتشيلي وبيرنيني؛ كان الفاتيكان قد أبرم معهم عقود احتكار مدى الحياة. إن أغلب التحف الفنية القائمة حتى اليوم في مختلف أنحاء أوروبا والتي تعود لعصر النهضة، يعود الفضل في بنائها لتشجيع بابوات ذلك العصر.
ساهم نجاح الفتوح في إسبانيا وتلاه اكتشاف العالم الجديد في تأمين الموارد المالية اللازمة لعصر النهضة، وغالبًا ما كانت الحملات الاستكشافية تتم بمباركة الفاتيكان ما أدى إلى تدفق الذهب نحو إيطاليا، وتحولت المدن الإيطالية وعلى رأسها روما إلى عواصم الثقافة العالمية، التي أخذت بشكل خاص طابع الجامعات والمستشفيات والنوادي الثقافية؛ وتطورت تحت قيادة الفاتيكان أيضًا مختلف أنواع العلوم خصوصًا الفلك، والرياضيات، والتأثيل، والفلسفة، والبلاغة، والطب، والتشريح، والفيزياء خصوصًا الأرسطوية (أي المنسوبة إلى أرسطو)، والفيزياء المكيانيكية خصوصًا أدوات الحرب، إلى جانب العمارة والكيمياء والجغرافيا والفلسفة وعلوم النبات والحيوان.

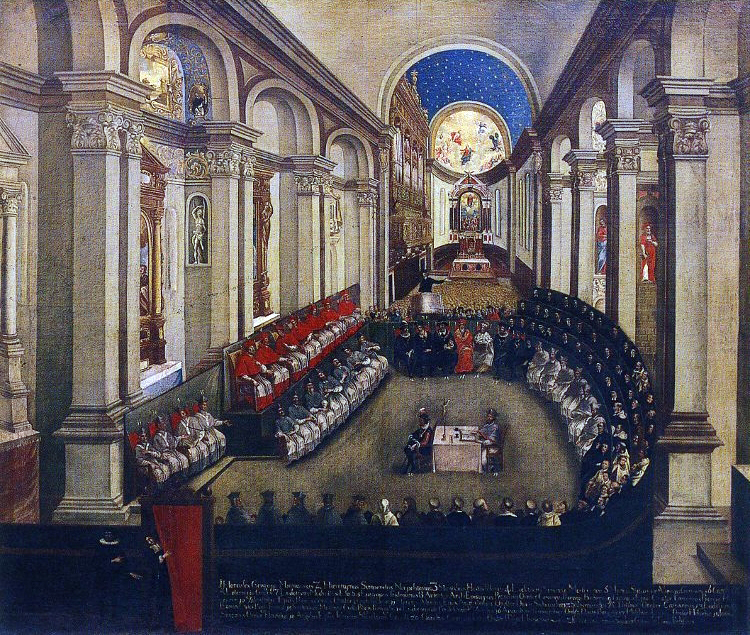
افتتاح مجمع ترنت في كنيسة سانتا ماريا دي ماجيوري عام 1523 خلال حبرية بولس الثالث.

يمكن أن يذكر بشكل خاص كداعمين للفنون والعلوم كل من البابوات: إينوسنت الثامن وإسكندر السادس وبيوس الثاني ويوليوس الثاني وليون العاشر وأدريان السادس وكليمنت السابع وبولس الثالث.
بيد أن السمعة الأخلاقية لبعض هؤلاء لم تكن كما يليق “للحبر الأعظم” أن تكون، فنسب البعض لإسكندر السادس وجود عدد من الخليلات له، وأخذ على يوليوس الثاني شبقه نحو الحروب خصوصًا تلك التي قادها في مواجهة إمارة البندقية، وأخذ أيضًا على ليون العاشر ولعه الشديد بالعمارة ووضعه صكوك الغفران لتأمين التمويل اللازم لاستكمال المشاريع العمرانية الفنية الضخمة، إثر تراجع كمية الذهب المورد إلى أوروبا عن طريق البعثات الاستكشافية. يذكر أن الأوضاع الاقتصادية كانت مزرية للغاية قبل عصر النهضة البابوية خلال القرن الثالث عشر.
كانت رعاية الفاتيكان للعلوم قد بدأت واستمرت طوال القرنين الثاني عشر والثالث عشر وتمثلت في ترجمة الكتب الفلسفية وكتب علم الاجتماع عن طريق بيزنطة من ناحية وعن طريق قرطبة والأندلس من ناحية أخرى؛ أغلب هذه الأعمال كانت أعمال الفلاسفة اليونان القدماء، أمثال أرسطو وأفلاطون وتعليقات عدد من العلماء والفلاسفة العرب عليها أمثال ابن رشد وابن خلدون؛ وقد كانت الأديار ومكتباتها هي المراكز العلمية الرائدة والجامعات الكبرى في أوروبا خلال تلك الفترة.
شهدت مرحلة عصر النهضة البابوية أيضًا، الانشقاق البروتستاني في ألمانيا، وانعقاد مجمع ترنت الإصلاحي الذي امتدّ أكثر من عقدين من الزمن، والذي واكب فيه الفاتيكان التطور العلمي السائد في أوروبا على المستوى الديني، فتمّ مكافحة الفساد الذي أخذ بالظهور ضمن البلاط البابوي، وتمت مأسسة الكنيسة بشكل جيد وحديث، وتمت عقلنة الممارسات المسيحية الكنسية، استنادًا على الفلسفة خصوصًا فلسفة أرسطو؛ كذلك فقد شهدت تلك الفترة ميلاد عدد من المؤسسات الرهبانية الكاثوليكية الفاعلة حتى اليوم، والتي لعبت عظيم الأثر في تاريخ الفاتيكان، واعتلى عدد من رهبانها ما يدعوه ويل ديورانت أقدم عرش في العالم، أمثال، الرهبنة اليسوعية، والفرنسيسكانية.

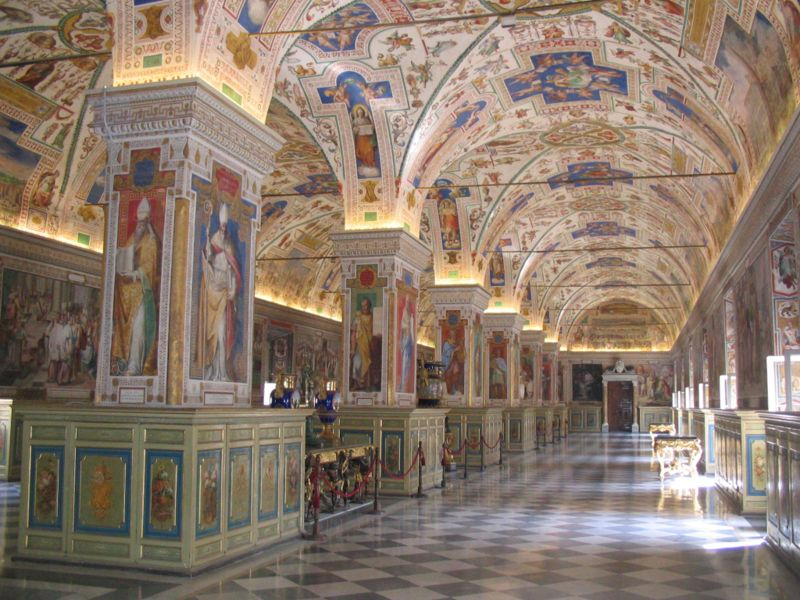
القاعة الرئيسية لمكتبة الفاتيكان، وهي إحدى أقدم وأكبر المكتبات في العالم وتحوي على مجموعة مخطوطات تاريخية مهمة.
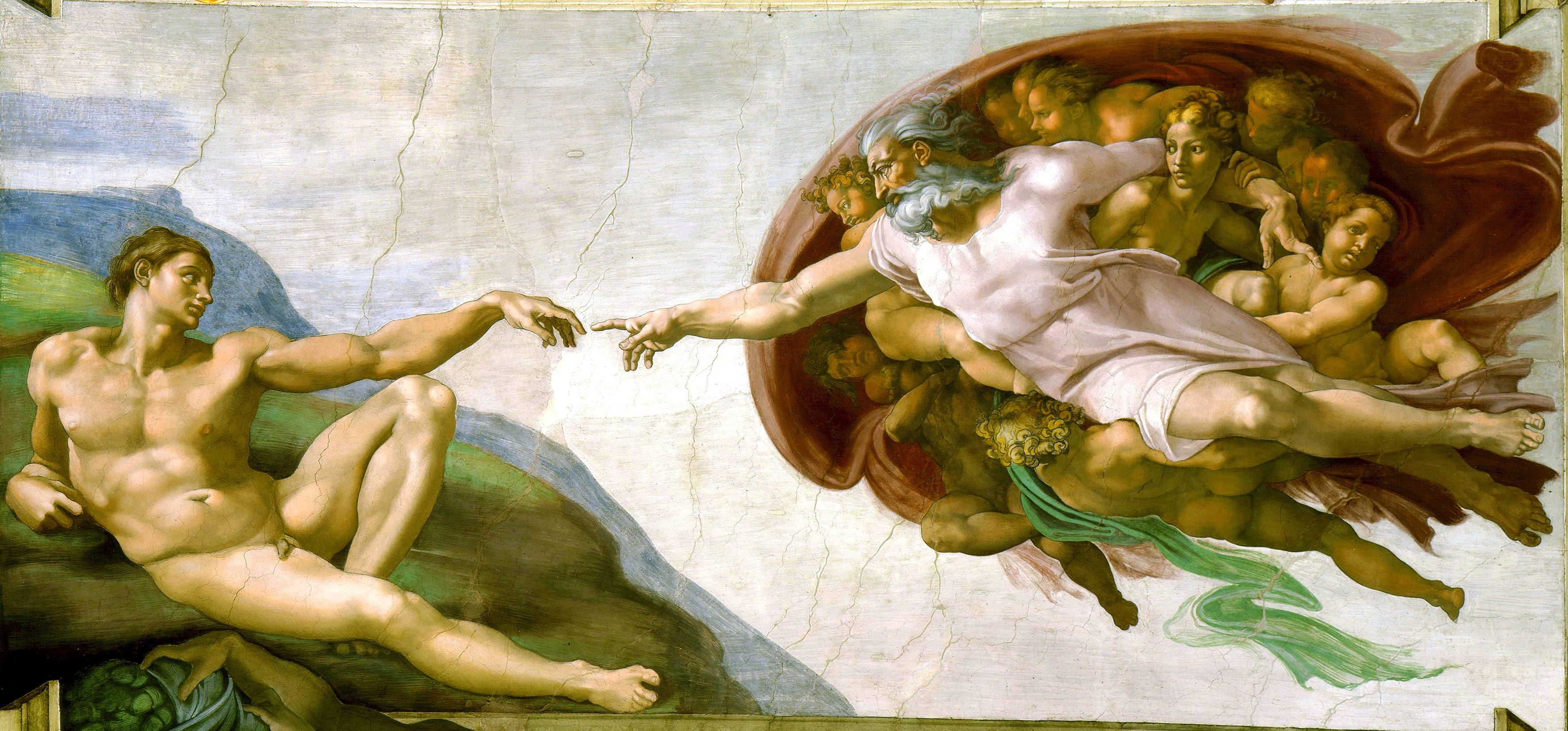
خلق آدم: أشهر أيقونات ميكيلانجيلو تزين سقف كنيسة سيستين في الفاتيكان.
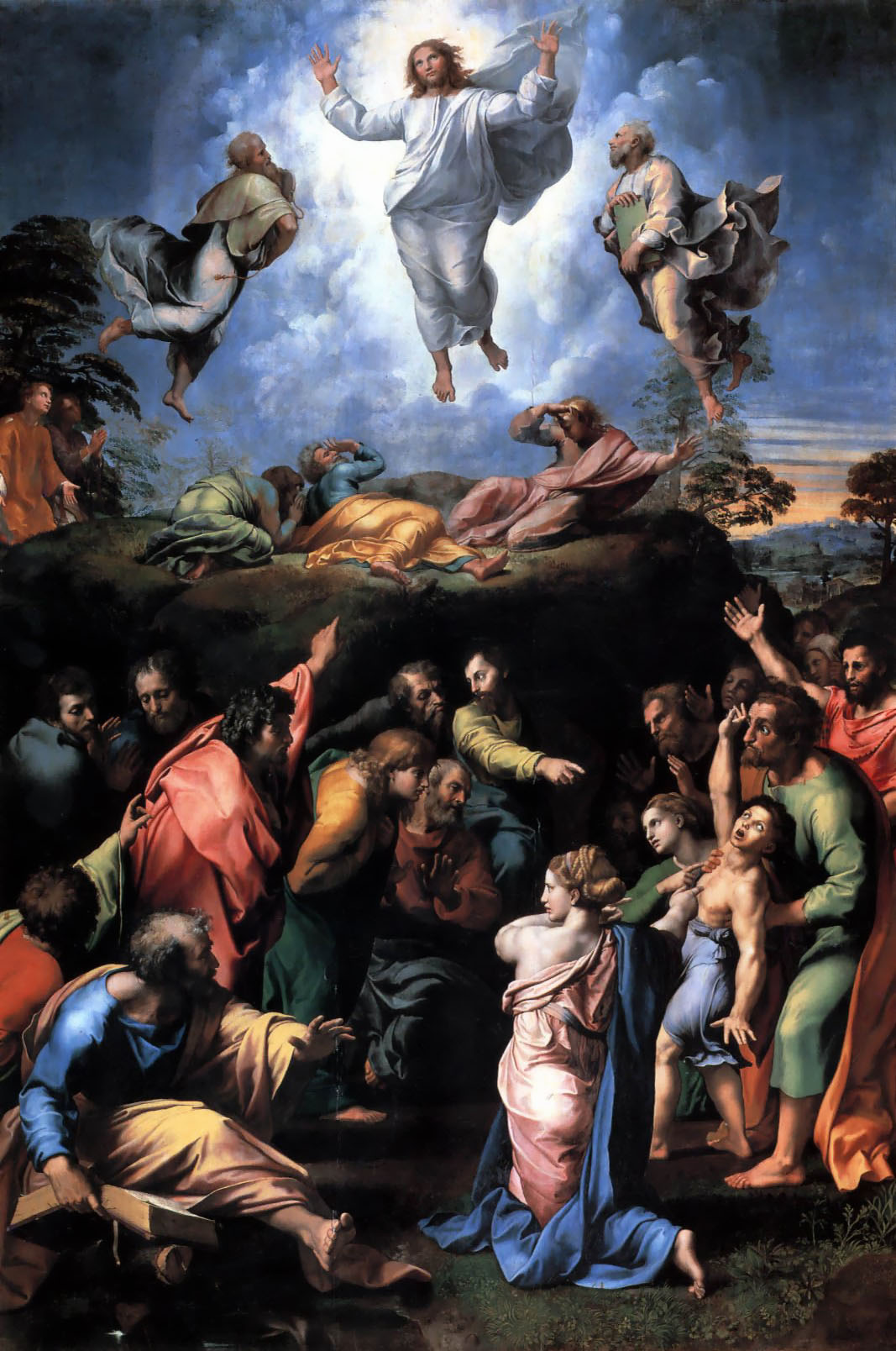
أيقونة التجلي لرافائيل: تعتبر منعطف في تاريخ الرسم في عصر النهضة.
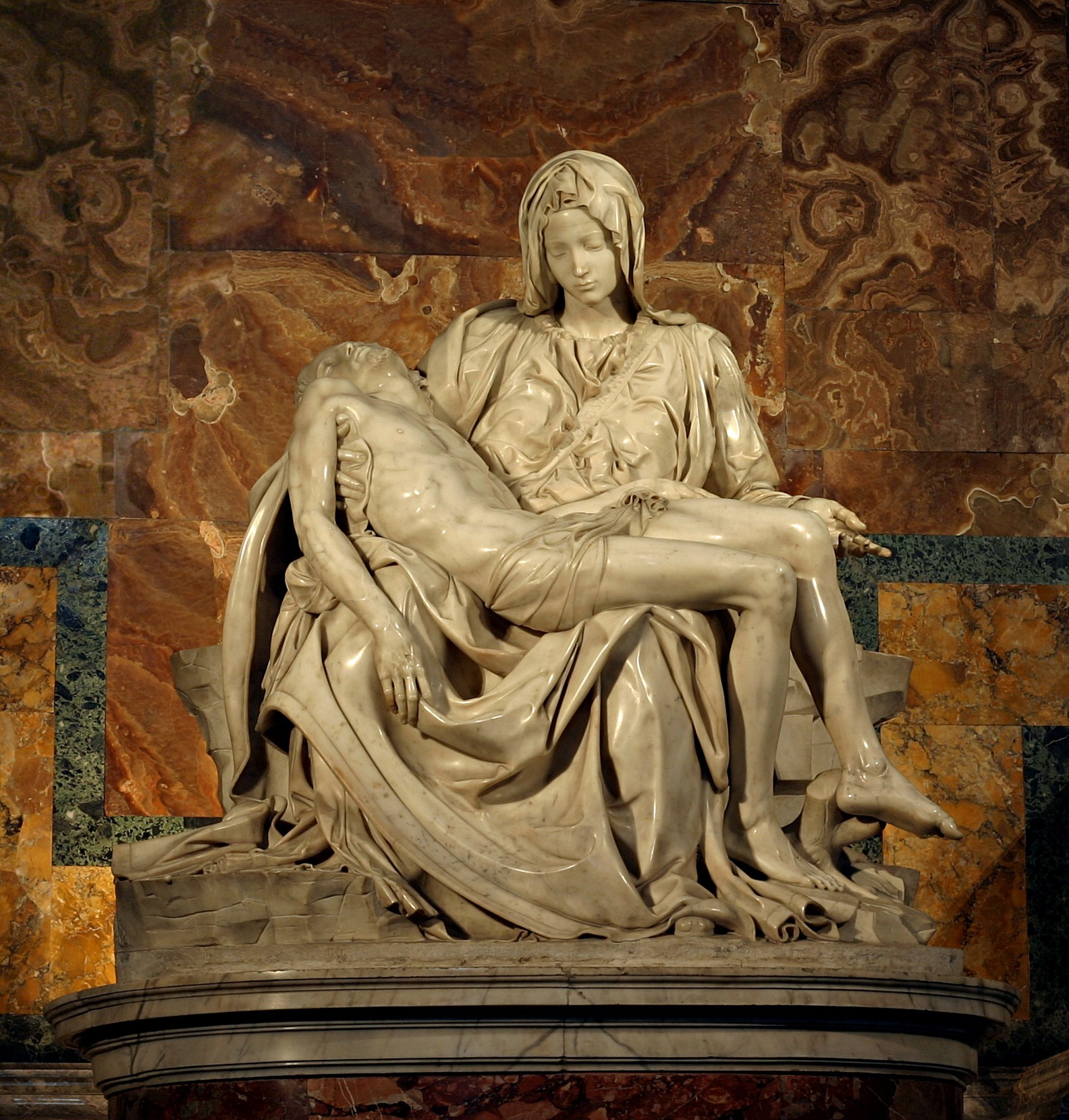
منحوتة بيتتا لميكيلانجيلو.
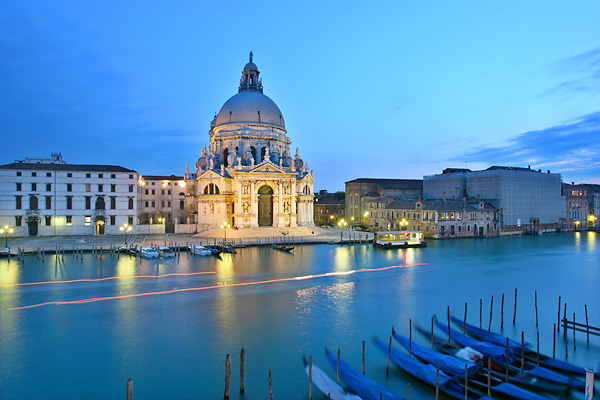
كنيسة تعود لعصر النهضة في البندقية؛ كانت الكنيسة الرومانية الكاثوليكية من أبرز رعاة وداعمين عصر النهضة.

## بابوات عصر النهضة البابوية

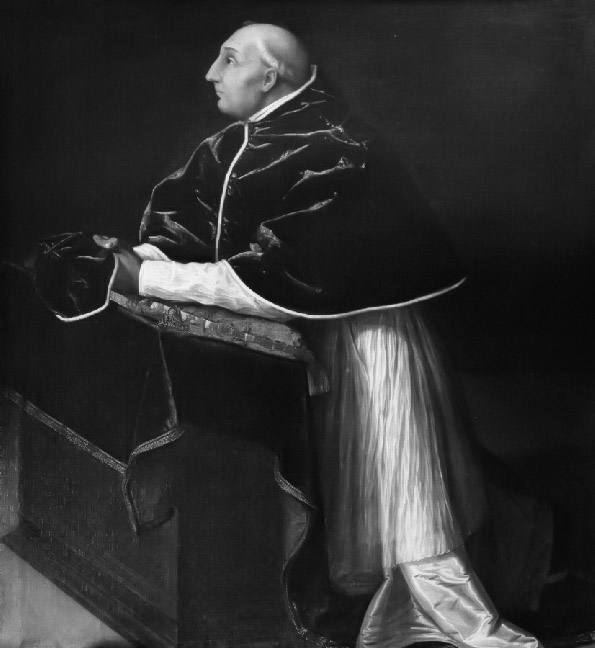
مارتن الخامس (1417–1431)
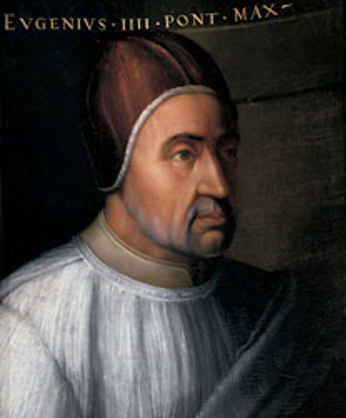
إيجين الرابع (1431–1447)
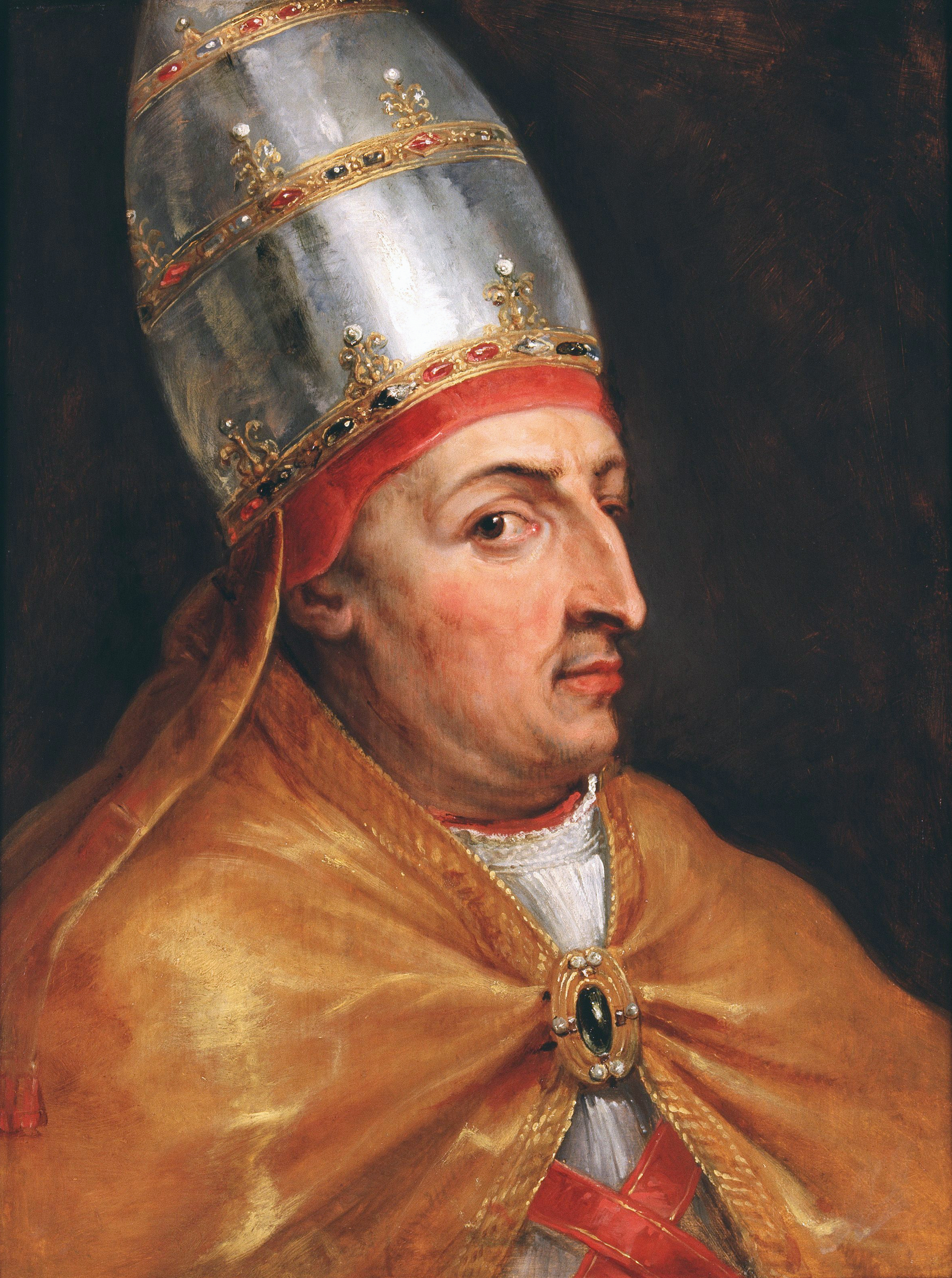
نيقولا الخامس (1447–1455)
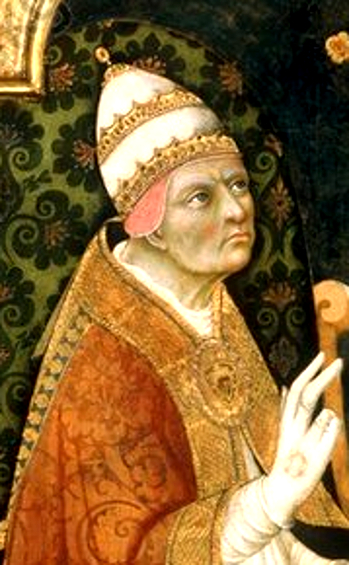
كاليستوس الثالث (1455–1458)
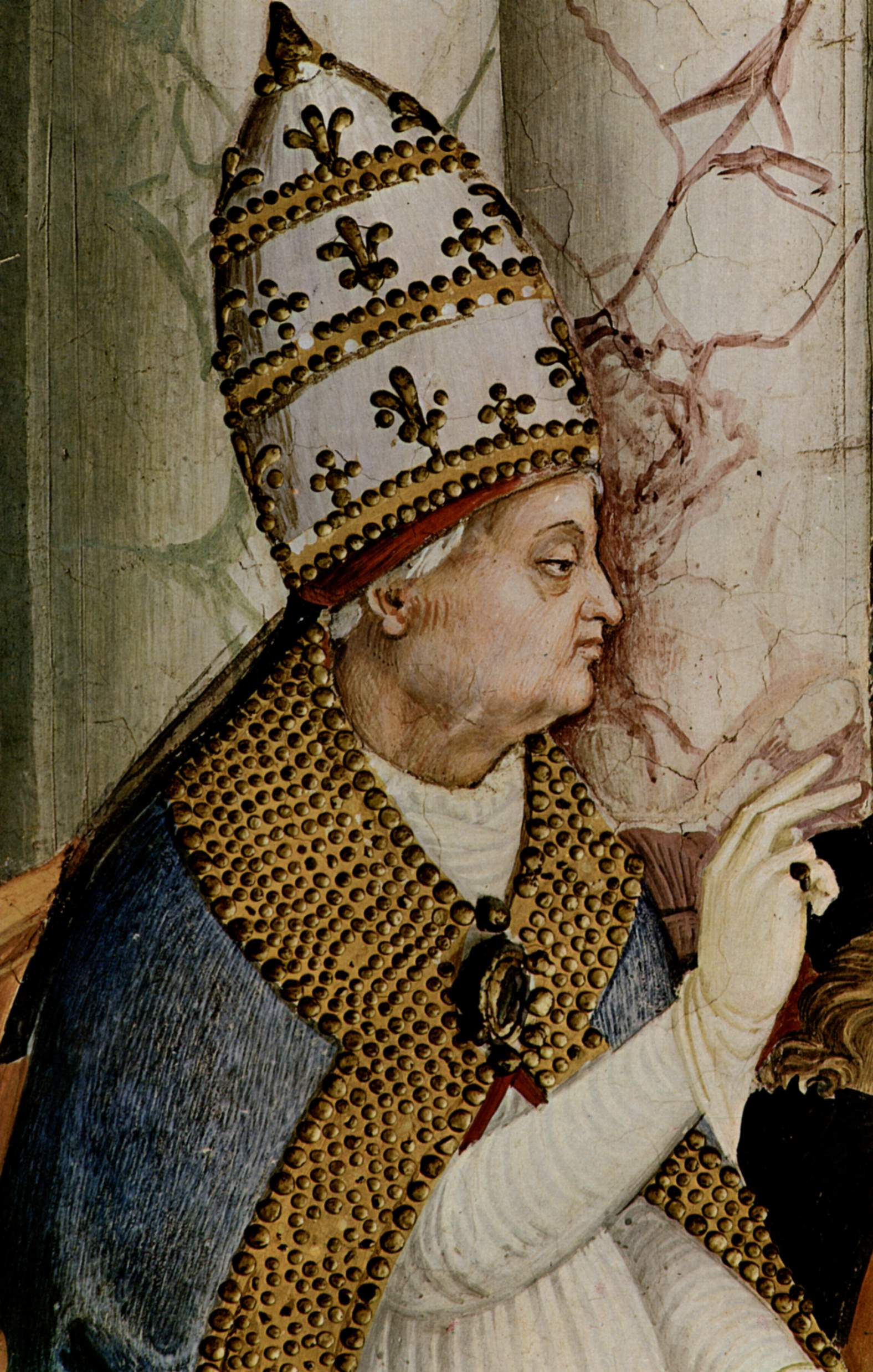
بيوس الثاني (1458–1464)
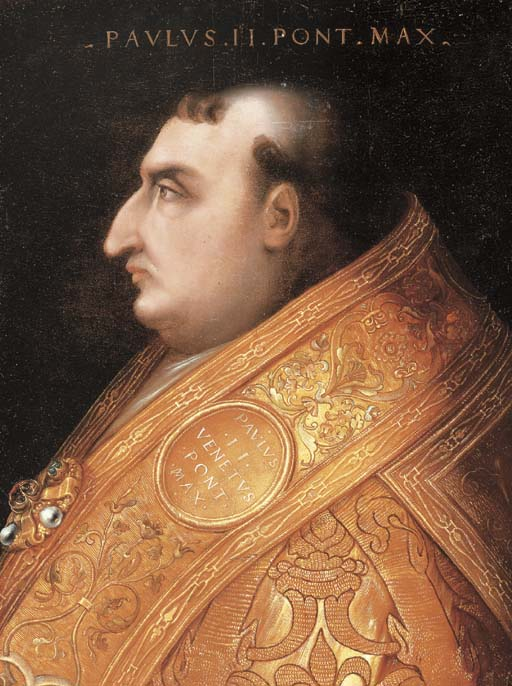
بولس الثاني (1464–1471)
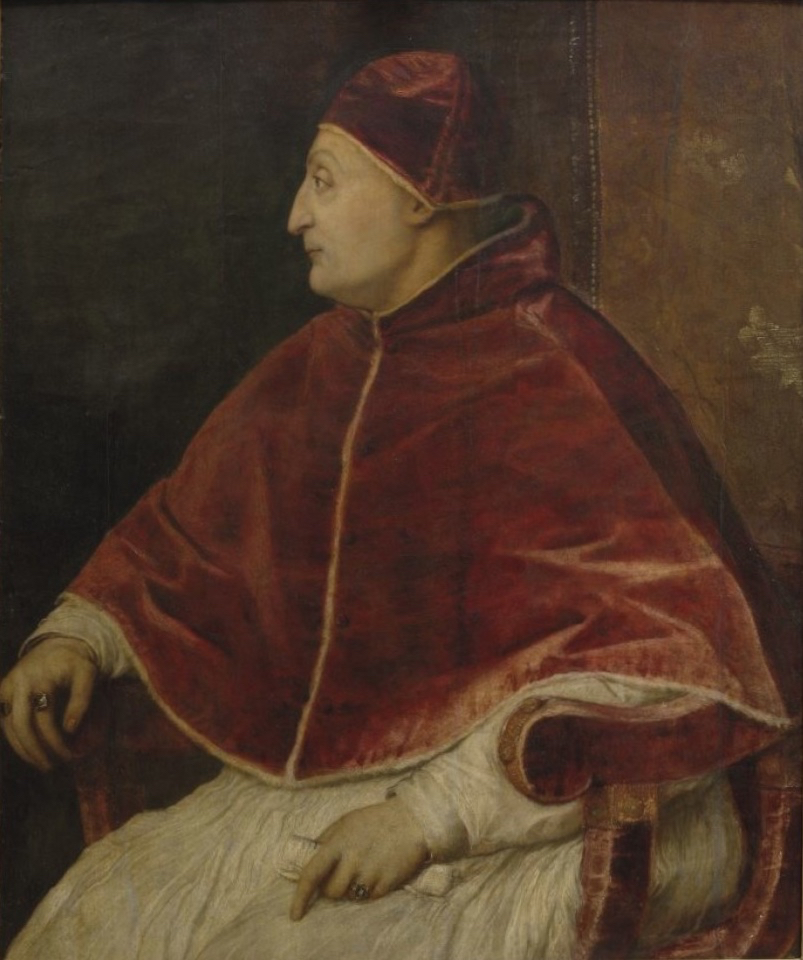
سيكتوس الرابع (1471–1484)
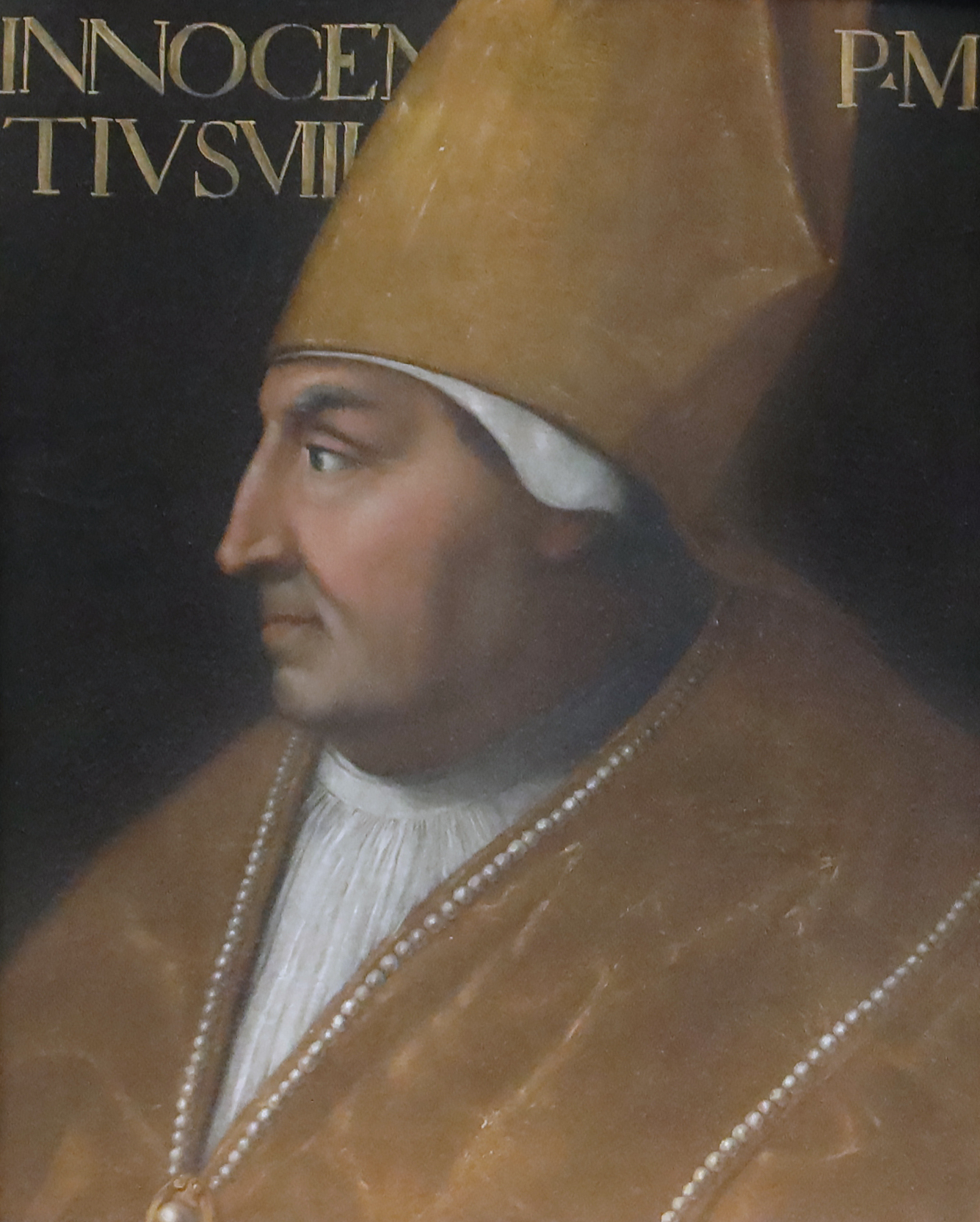
إينوسنت الثامن (1484–1492)
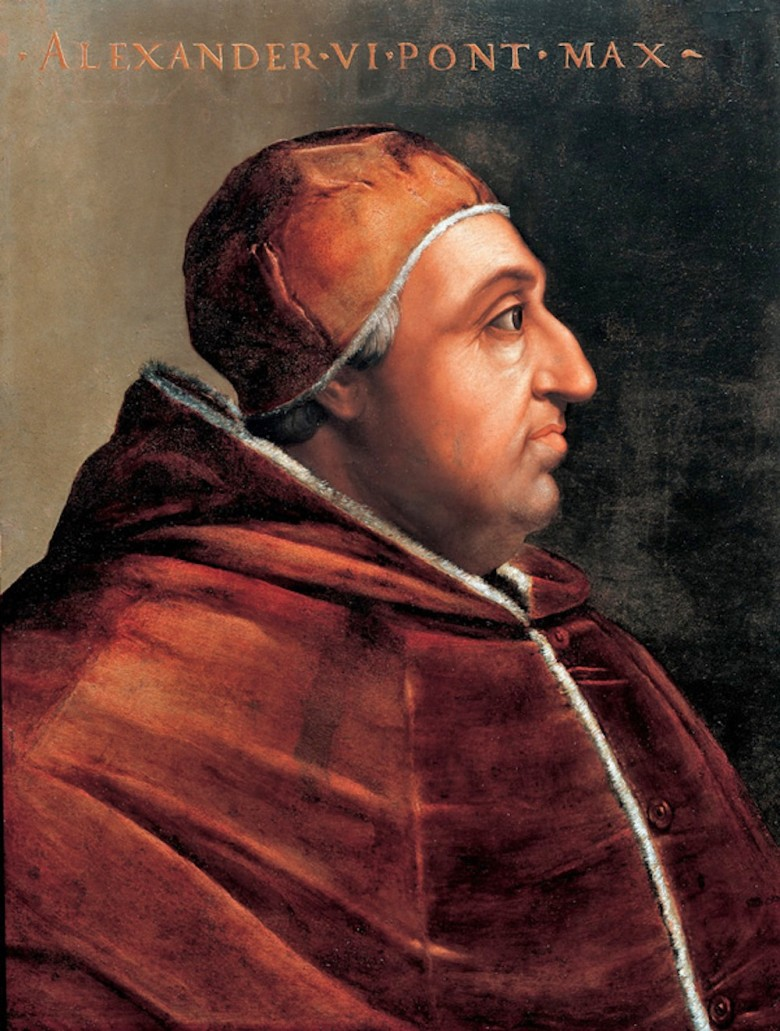
إسكندر السادس (1492–1503)
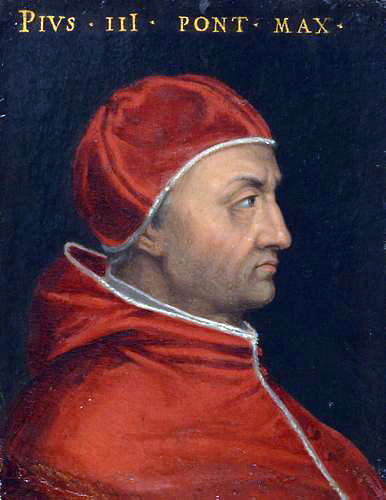
بيوس الثالث (1503)
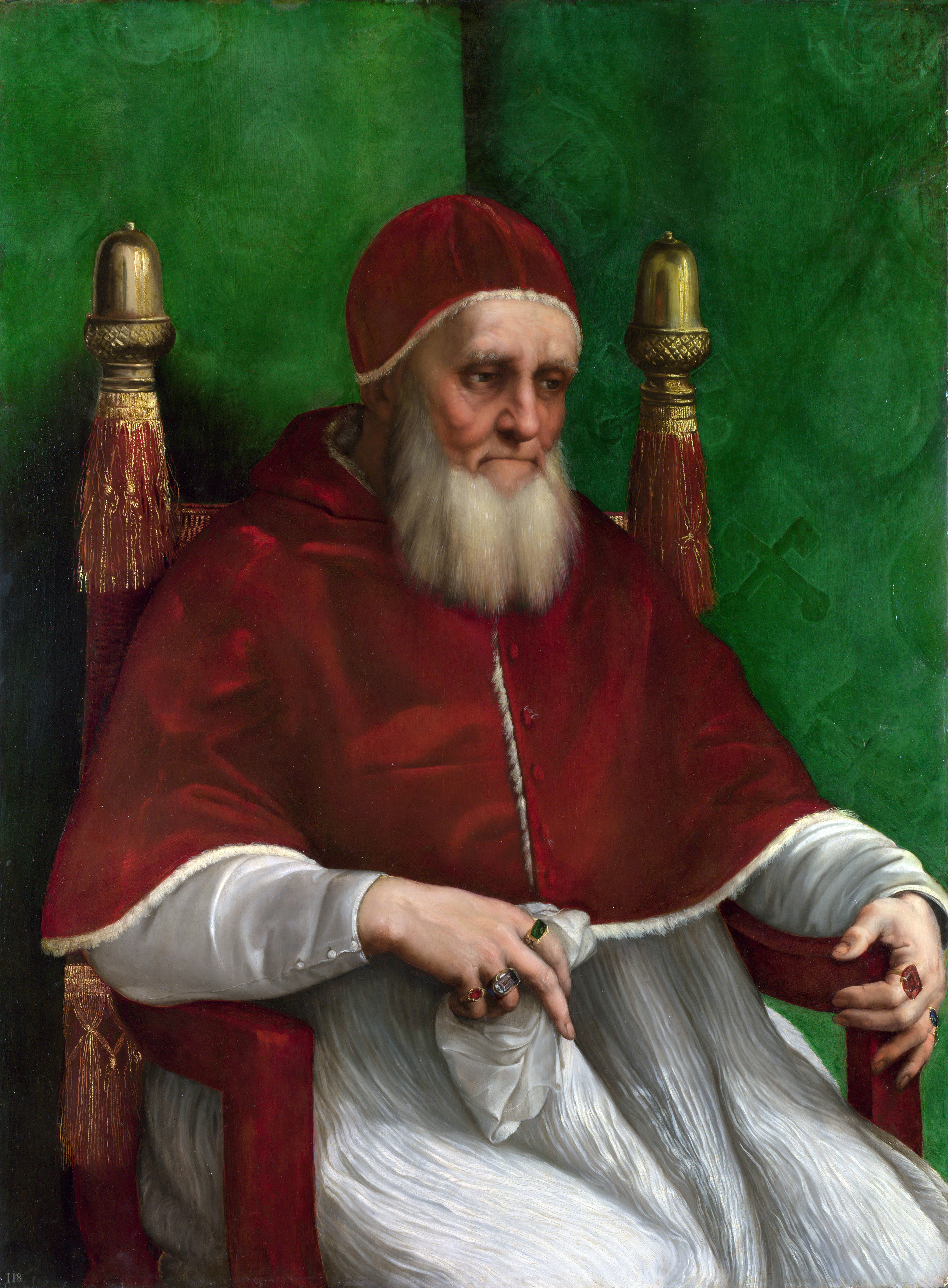
يوليوس الثاني (1503–1513)
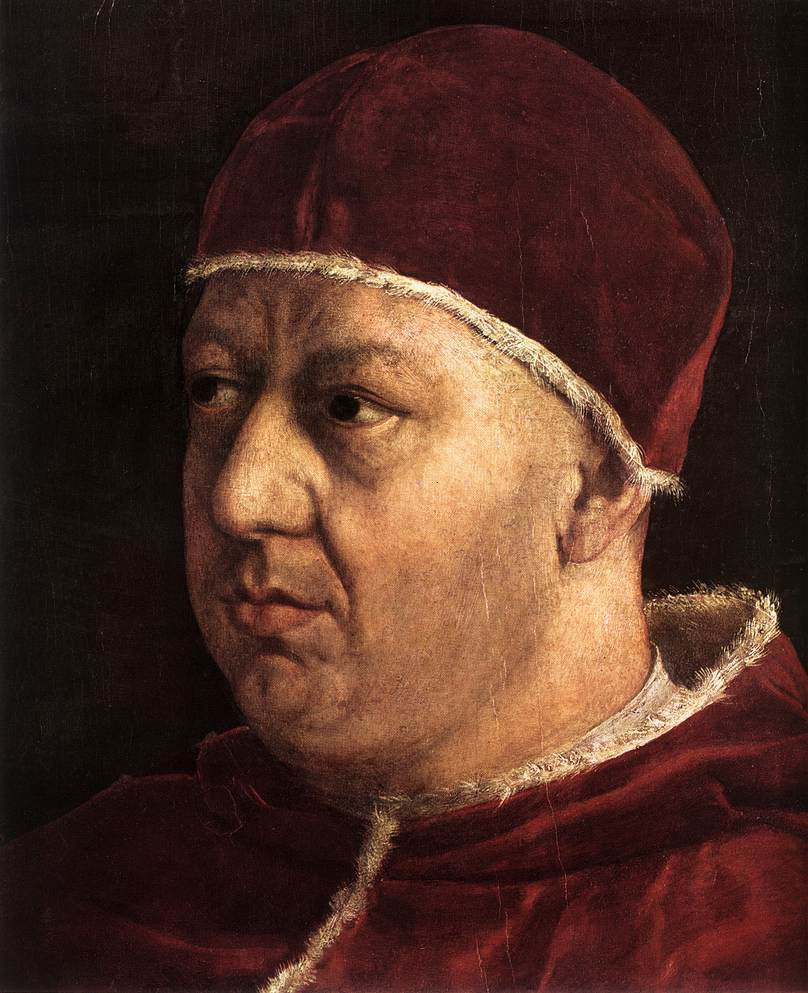
ليو العاشر (1513–1521)
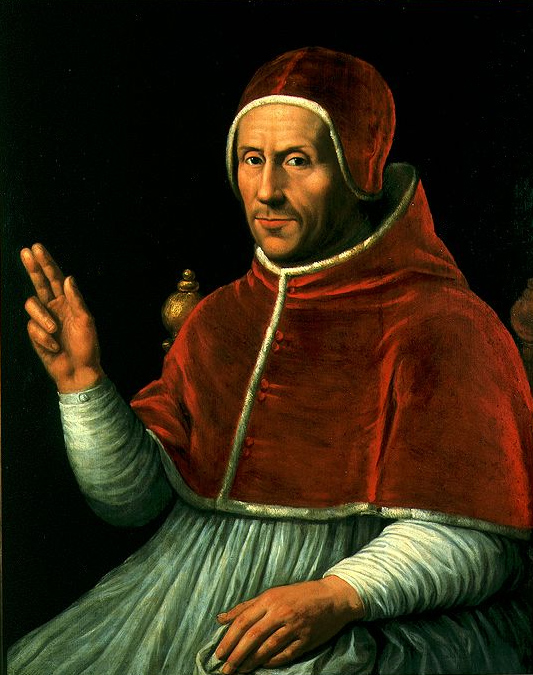
أدريان السادس (1522–1523)
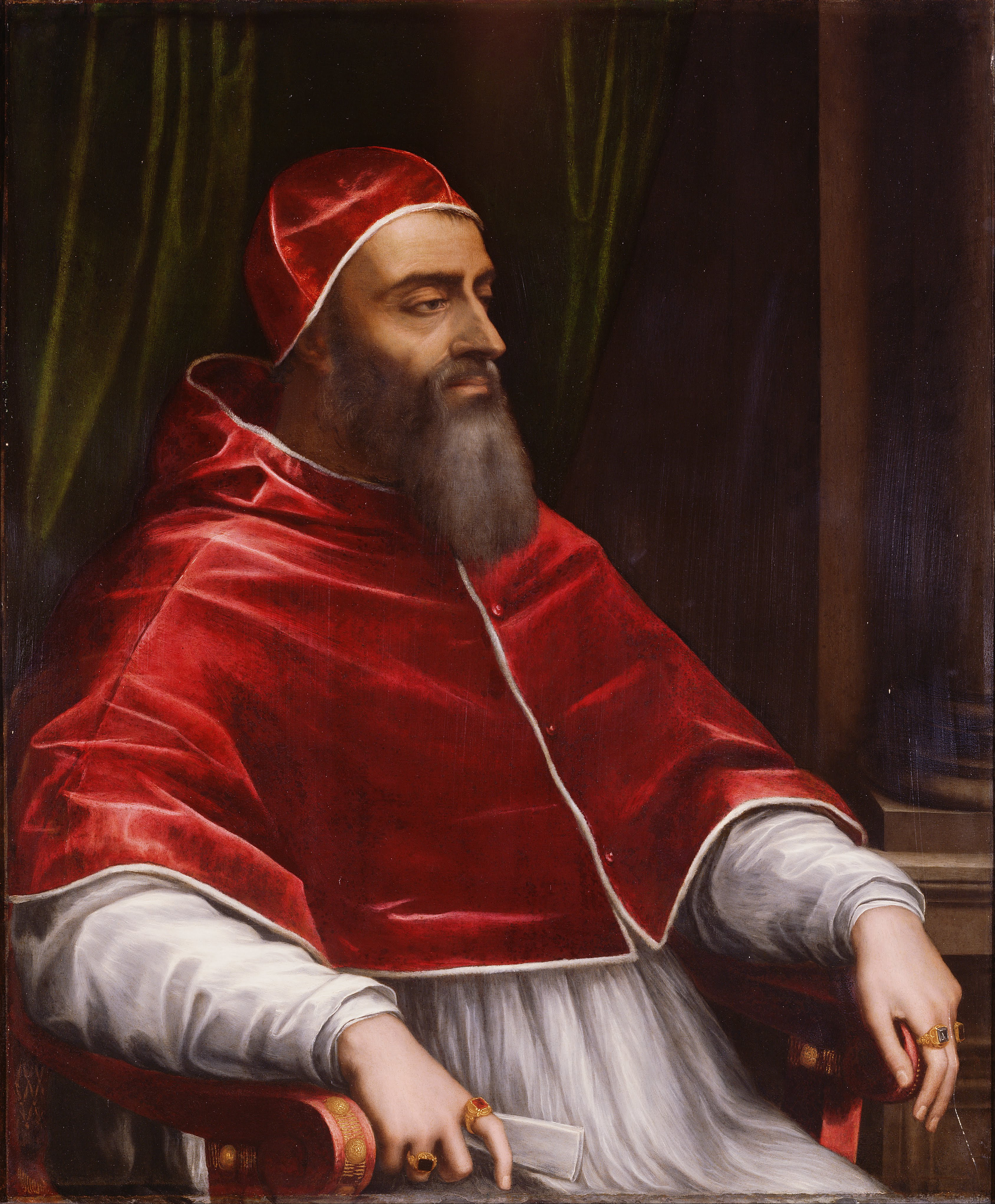
كليمنت السابع (1523–1534)

## مواقع خارجية
- The Papacy during the Renaissance at the متحف المتروبوليتان للفنون